# Região Geográfica Imediata de São José dos Campos
A Região Geográfica Imediata de São José dos Campos é uma das 53 regiões imediatas do estado brasileiro de São Paulo, uma das cinco regiões imediatas que compõem a Região Geográfica Intermediária de São José dos Campos e uma das 509 regiões imediatas no Brasil, criadas pelo IBGE em 2017.
É composta por oito municípios, tendo uma população estimada pelo IBGE para 1.º de julho de 2019, de 1 103 668 habitantes e uma área total de 4 193,583 km².

## Municípios
Fonte: IBGE – Cidades
| Município           | População Estimada (2019) | Área (km²) |
| ------------------- | ------------------------- | ---------- |
| Caçapava            | 94 263                    | 368.99     |
| Igaratá             | 9 534                     | 292.953    |
| Jacareí             | 233 662                   | 464.272    |
| Jambeiro            | 6 602                     | 184.413    |
| Monteiro Lobato     | 4 653                     | 332.742    |
| Paraibuna           | 18 222                    | 809.576    |
| Santa Branca        | 14 788                    | 272.238    |
| São José dos Campos | 721 944                   | 1099.409   |
| Total               | 1 103 668                 | 4 193,583  |